# سفارة المغرب في صربيا
سفارة المغرب في صربيا هي أرفع تمثيل دبلوماسي لدولة المغرب لدى صربيا. تقع السفارة ببلغراد العاصمة وهي تهدف لتعزيز المصالح المغربية في صربيا.
محمد أمين بلحاج هو السفير الحالي منذ 13 أكتوبر 2016.

## السفارة
تقع السفارة بزنقة او زانيي جيفانوفيتشا رقم 4، حي سنجاك، الرمز البريدي 11000 ببلغراد.

## تاريخ العلاقات الدبلوماسية
أقام المغرب بتاريخ 2 مارس 1957 علاقات دبلوماسية مع جمهورية يوغوسلافيا الاتحادية الاشتراكية.

## سفراء المغرب في صربيا
| الإسم            | المنصب                 | بداية الفترة   | تقديم أوراق الإعتماد | نهاية الفترة  | ملوك المغرب              | رئيس صربيا                                           |
| ---------------- | ---------------------- | -------------- | -------------------- | ------------- | ------------------------ | ---------------------------------------------------- |
| الطيب بوعزة      |                        | 28 فبراير 1959 |                      | 15 يوليو 1961 | محمد الخامس/الحسن الثاني | جوزيف بروز تيتو                                      |
| التهامي الوزاني  | سفير                   | 15 يوليو 1961  |                      |               | الحسن الثاني             | جوزيف بروز تيتو                                      |
| قاسم الزهيري     | سفير                   | 1962           |                      | 1964          | الحسن الثاني             | جوزيف بروز تيتو                                      |
| مهدي مراني زنطار | سفير                   |                |                      | 19 أبريل 1967 | الحسن الثاني             | جوزيف بروز تيتو                                      |
| يونس نكروف       | سفير                   | 19 أبريل 1967  |                      |               | الحسن الثاني             | جوزيف بروز تيتو                                      |
|                  |                        |                |                      |               | الحسن الثاني             | جوزيف بروز تيتو                                      |
| خليل الدخيل      | سفير                   | 28 أبريل 1979  |                      | 1982          | الحسن الثاني             | جوزيف بروز تيتو/لازار كوليشيفسكى/                    |
| محمد مولاطو      | قائم بالأعمال بالنيابة | 1982           |                      | 1982          | الحسن الثاني             | بيتار ستامبوليتش                                     |
| لحسن أزولاي      | قائم بالأعمال بالنيابة | 1982           |                      |               | الحسن الثاني             | بيتار ستامبوليتش                                     |
| عبد الله الشرفي  | سفير                   |                |                      |               | الحسن الثاني             |                                                      |
| العربي موخاريق   |                        | 1986           |                      | 1989          | الحسن الثاني             |                                                      |
| رشيد لحلو        | سفير                   | 1 أغسطس 1989   |                      | 1991          | الحسن الثاني             | سلوبودان ميلوشيفيتش                                  |
| محمد الشرايبي    | قائم بالأعمال بالنيابة | 1992           |                      | 1994          | الحسن الثاني             | سلوبودان ميلوشيفيتش                                  |
|                  |                        |                |                      |               | محمد السادس              | سلوبودان ميلوشيفيتش/ميلان ميلوتينوفيتش/ناتاشا ميسيتش |
| كمال فقير        | سفير                   | 4 فبراير 2003  |                      |               | محمد السادس              | ناتاشا ميسيتش/بريدراج ماركوفيش/بوريس تاديتش          |
| عبد الله زاكور   | سفير                   | 6 ديسمبر 2011‘ |                      |               | محمد السادس              | بوريس تاديتش/توميسلاف نيكوليتش                       |
| محمد أمين بلحاج  | سفير                   | 13 أكتوبر 2016 | 8 ديسمبر 2016        |               | محمد السادس              | توميسلاف نيكوليتش/ألكسندر فوتشيتش                    |
| عمر أمغار        |                        | 28 أبريل 2025  |                      |               | محمد السادس              |                                                      |